# Torenillo
Torenillo es un barrio de la localidad de Toreno, en el municipio del mismo nombre, sito en la comarca de El Bierzo, Provincia de León, Comunidad Autónoma de Castilla y León, España), situado en la margen izquierda del río Sil. 
Está comunicado con la villa propiamente dicha mediante un puente de un solo arco, cuyo origen no puede ser datado a día de hoy, y por una pasarela peatonal construida en 2006.
En este barrio se encuentra la estación que el Ferrocarril Ponferrada-Villablino tiene en Toreno.

## Población
Su población ronda los 300 habitantes, en la época de mayor apogeo de la minería y el ferrocarril superó los 700. 
Dentro de este barrio se incluye al caserío denominado El Mayuelo, en la carretera que comunica con Librán.

## Dotación de servicios
Cuenta con un área de recreo en el paraje de El Retorno, dos bares, una tienda de alimentación y un hostal restaurante, ubicado en la antigua residencia de obreros de la Minero Siderúrgica de Ponferrada (MSP).

## Fiestas
- 22 de enero, San Vicente.
- 29 de junio San Pedro.

## Patrimonio
- Ermita de San Pedro

- Heráldica Variada

- Casa de la Chica del Río

- Datos: Q6149120